# سقوط لانگداک مصرایر (۱۳۳۰)
سقوط اس‌ای.۱۶۱ لانگداک مصرایر سانحه‌ای بود که در ۳۰ آذر ۱۳۳۰ (۲۲ دسامبر ۱۹۵۱) در حوالی فرودگاه تهران رخ داد و طی آن ۲۰ سرنشین هواپیما جان‌ باختند.

## مشخصات هواپیما
هواپیمای سانحه‌دیده یک هواپیمای مدل اس‌ای.۱۶۱ لانگداک متعلق به هواپیمایی مصرایر با شماره سریال ۴۱  و کد رجیستر SU-AHH بود.

## تصادف
این هواپیما که یک پرواز بین‌المللی مسافربری از مبدا فرودگاه بغداد، عراق به مقصد فرودگاه تهران را انجام می‌داد در ۱۰ مایلی (۱۹ کیلومتری) غرب تهران به دلیل وضعیت جوی ناپایدار و برفی سقوط کرد. در این سانحه هر پنج خدمه و ۱۵ مسافر هواپیما کشته شدند.
گزارش شده است که این هواپیما چهار بار تهران را دور زد تا این‌که ارتباط آن با برج مراقبت در ساعت ۸ شب (به وقت محلی) قطع شد. در ابتدا فرض بر این بود که احتمالا هواپیما از فرود انصراف داده است و به سمت بغداد حرکت کرده است. اما روز بعد لاشهء هواپیما در یک دره در غرب تهران کشف شد. 

## قربانیان
در این سانحه ۱۵ مسافر و ۵ خدمهٔ هواپیما کشته شدند. در میان قربانیان این سانحه، هنری جی. بنت و همسرش نیز حضور داشتند. بنت مدیر اداره همکاری فنی (TCA) بود که بر اجرای برنامه اصل چهار نظارت داشت. همچنین سه عضو دیگر TCA نیز در این سانحه جان باختند. 
لازم به ذکر است که در فهرست مسافران هواپیما نام ۱۷ نفر ثبت شده بود اما دو نفر از آن‌ها در پرواز بغداد سوار نشدند.